# Грушув-Малий
Грушув-Малий (пол. Gruszów Mały) — село в Польщі, у гміні Домброва-Тарновська Домбровського повіту Малопольського воєводства.
Населення — 457 осіб (2011).
У 1975-1998 роках село належало до Тарновського воєводства.

## Демографія
Демографічна структура станом на 31 березня 2011 року:
|          | Загалом | Допрацездатний вік | Працездатний вік | Постпрацездатний вік |
| -------- | ------- | ------------------ | ---------------- | -------------------- |
| Чоловіки | 225     | 55                 | 145              | 25                   |
| Жінки    | 232     | 65                 | 134              | 33                   |
| Разом    | 457     | 120                | 279              | 58                   |